# Ernestine Stoop
Ernestine Stoop is  een Nederlands klassiek harpiste en muziekdocent aan het Koninklijk Conservatorium in Den Haag en de Fontys Hoge School voor de Kunsten in Tilburg. Met Astrid Haring vormt zij het Duo Ravel, met wie zij een liefde voor de muziek van deze Franse componist deelt. Ernestine Stoop is bestuurslid van het World Harp Congress, en voorzitter van de commissie 'Focus on Youth', het motto voor het congres in 2026. 

## Biografie
Ernestine Stoop werd geboren in Utrecht en begon op elfjarige leeftijd met harpspelen bij Titia van der Laars. Ze behaalde haar solodiploma in 1980 bij Edward Witsenburg aan het Sweelinck Conservatorium in Amsterdam. Daarna studeerde ze twee jaar bij de legendarische harpist Pierre Jamet, dé autoriteit op het gebied van de werken van Claude Debussy. Ernestine Stoop studeerde kamermuziek in Salzburg bij violist Sándor Végh.
Na elf jaar gespeeld te hebben bij het Radio Filharmonisch Orkest richtte zij zich op een solocarrière, het Duo Ravel en het docentschap. 
Het debuut van het Duo Ravel vond plaats in 2011 in Vancouver tijdens de 11e editie van het World Harp Congress. Voor dit concert bewerkte Ernestine de vijfdelige cyclus Miroirs van Maurice Ravel, een suite voor solopiano, tot een stuk voor twee harpen. Al eerder had Ernestine Stoop het deel ‘Les cloches’ uit de cyclus solo gespeeld, maar de overige delen waren vanwege de complexiteit van de muziek niet uitvoerbaar door harp solo. Het World Harp Congress was aanleiding om het stuk te bewerken voor twee harpen.
Tot de opheffing in 2017 was Stoop lid van het Nieuw Ensemble. Ook was zij lid van het Atlas Ensemble en het Asko|Schönberg Ensemble.
Ernestine Stoop initieerde het 3e Europese Harp Symposium in 1995. Nadat de eerste twee Symposia in Neurenberg plaatsvonden werd het 3e symposium in Amsterdam gehouden. Stoop wilde aantonen dat de harp niet alleen zoetgevooisde klanken kon voortbrengen. In De IJsbreker werd "Tapdance" van Guus Janssen (componist) uitgevoerd. In 2001 organiseerde zij het 5e symposium in Theater Bellevue. 
In 2024 liet Ernestine Stoop een 96-toons harp voor haar bouwen volgens het systeem van de Mexicaanse componist Julián Carrillo. Samen met het London Sinfonietta voerde zij Carillo's werken uit.